# تيرا وراي
ماديسون يانغ (بالإنجليزية: Tera Wray)‏ من مواليد 14 ابريل 1982 كانت ممثلة إباحية ولدت في أوينسبورو بولاية كنتاكي.

## روابط خارجية
- تيرا وراي على موقع IMDb (الإنجليزية)
- تيرا وراي على موقع ميوزك برينز (الإنجليزية)
- تيرا وراي على موقع كينوبويسك (الروسية)